# Nowinki (Donimierz)
Nowinki – część wsi Donimierz w Polsce, położona w województwie pomorskim, w powiecie wejherowskim, w gminie Szemud.
W latach 1975–1998 Nowinki administracyjnie należały do województwa gdańskiego.